# Смерть в Венеции
«Смерть в Венеции» (нем. Der Tod in Venedig) — повесть Томаса Манна, впервые опубликованная в 1912 году.

## Сюжет
Густав фон Ашенбах, упорный и трудолюбивый писатель, получивший ещё при жизни широкое признание, прибывает в Венецию и поселяется на острове Лидо. Ещё по дороге туда он во всём видит предзнаменования. В отеле он встречает необыкновенно привлекательного мальчика Тадзио из польской семьи и влюбляется в него. Осознавая своё чувство, он пытается бороться с ним, но это оказывается выше него. В то же время он случайно узнаёт, что в Венеции из-за сирокко началась эпидемия холеры. Писатель ни разу не говорит с мальчиком. Ашенбах приходит к цирюльнику, прося его сделать себя привлекательнее. Цирюльник омолаживает его косметикой. Ашенбах вскоре осознаёт всю тщетность своих попыток омоложения и чувствует себя усталым и больным. Он обдумывает всю свою жизнь.
Семья Тадзио собирается уезжать из отеля. Ашенбах в последний раз встречает Тадзио. Сидя в шезлонге на пляже, Ашенбах наблюдает за купающимся Тадзио. Перед тем как войти в море, Тадзио оборачивается в сторону писателя и смотрит на него. Пытаясь встать, Ашенбах падает. Через несколько минут его обнаруживают мёртвым.

## История написания
Манн планировал написать историю о «страсти как помрачении рассудка и деградации», навеянную историей любви Гёте к 18-летней Ульрике фон Леветцов. Также писатель находился под впечатлением кончины Густава Малера и посещения Венеции, где он общался с прототипом Тадзио — 11-летним Владзьо Моэсом. Он также намеревался показать отношения между разумом и чувством.
На замысел моего рассказа немало повлияло пришедшее весной 1911 года известие о смерти Густава Малера, с которым мне довелось познакомиться раньше в Мюнхене; этот сжигаемый собственной энергией человек произвёл на меня сильное впечатление. В момент его кончины я находился на острове Бриони и там следил за венскими газетами, в напыщенном тоне сообщавшими о его последних часах. Позже эти потрясения смешались с теми впечатлениями и идеями, из которых родилась новелла, и я не только дал моему погибшему оргиастической смертью герою имя великого музыканта, но и позаимствовал для описания его внешности маску Малера…Томас Манн, «Предисловие к папке с иллюстрациями».

## Адаптации
- В 1971 году режиссёром Лукино Висконти был поставлен одноимённый фильм с Дирком Богардом в роли Ашенбаха. В фильме профессия Ашенбаха была заменена на композитора.
- В 1973 году Бенджамин Бриттен написал оперу «Смерть в Венеции», ставшую для него последней.
- В 2003 году немецкий хореограф Джон Ноймайер поставил балет «Смерть в Венеции».